# しずてつジャストライン焼津営業所
しずてつジャストライン焼津営業所（しずてつじゃすとらいんやいづえいぎょうしょ）は、かつて静岡県焼津市に存在したしずてつジャストラインの事業所である。ペットマークは鰹であった。藤枝営業所と共に岡部営業所に移転統合され、廃止となった。

## 所在地
1943年（昭和18年）～1966年（昭和41年）
静岡鉄道発足時から藤相鉄道を引き継ぐ形で焼津駅前（焼津市小石川町2）に営業所窓口、現在のしおかぜ通り沿い（焼津市中港町148-3 現在の中港1丁目2番地付近）に車庫が存在したが、土地区画整理事業（駅前工区、焼津工区）により移転した。
1966年（昭和41年）～2006年（平成18年）焼津市塩津294-5
現在は、静鉄グループの観光・貸切バス事業会社である静鉄ジョイステップバス本社焼津営業所となっており、構内の一部をしずてつジャストライン岡部営業所焼津車庫として共用している。

## 概説
静岡鉄道の前身のひとつである藤相鉄道の乗合自動車部門を母体とし、静岡鉄道自動車部の藤枝営業所焼津営業区、焼津営業所を経て2002年（平成14年）にバス事業の分社化によってしずてつジャストライン焼津営業所となった。
1950年代から清水 - 御前崎間など広範囲に路線を展開していたが、1970年代以降は管轄する路線網を整理縮小し、焼津駅、西焼津駅を発着する焼津・藤枝市内の路線が中心となっていった。1990年代末期からは不採算路線の大規模な再編が行われ、しずてつジャストライン発足の際には、管轄していた6路線全てが沿線自治体や国、県による欠損補助路線であり、これに焼津市自主運行バスを受託している状況であった。
1990年代から2000年代にかけて焼津市内の区画整理が進展するまでは狭隘区間が存在し、1980年代にバックカメラ・モニターを装備した中型バスが多数導入されるまでツーマン運行の路線が存在した。
2006年には島田市を除く志太地域の路線を新設の岡部営業所に集約し、藤枝営業所と共に廃止され岡部営業所焼津車庫となった。焼津のほか、焼津営業所管内には玉取、飯淵、清里に反転地や車庫が存在したが、現在はいずれの車庫も夜間の車両の滞泊は廃止されている。
営業所の移転統合により余剰となった施設には、丸子営業所構内から移転した静鉄小型バスが施設を共用していたが、2011年には東日本大震災により経営環境の悪化したしずてつジョイステップバスを吸収合併して同社の焼津営業所となり、さらに新型コロナウイルス流行による観光需要低迷のため2021年に大幅な休車・減車を行い、静鉄ジョイステップバス本社・静岡営業所（静岡市駿河区区下川原）を閉鎖し焼津に本社を移転した。

## 沿革
- 1924年（大正13年）12月4日 - 藤相鉄道が藤枝自動車商会の買収を皮切りに乗合自動車事業を開始。以降、1925年（大正14年）8月に地頭方自動車商会、1928年（昭和3年）6月9日に輪栄舎、1930年（昭和5年）6月19日に焼津自動車、同年10月23日に勝間田自動車、1934年（昭和9年）11月27日に駿南自動車を吸収合併し、現在の静鉄グループの志太・榛原地区における乗合自動車事業の基盤が形成された。[6]
- 1929年（昭和4年）4月19日 - 静岡電気鉄道に自動車部が発足した。
- 1934年（昭和9年）12月1日改正の藤相鉄道の時刻表では、焼津駅を起終点として岡部、子持坂、当目、和田浜、吉永、川崎（榛原町）に路線を展開していた。[7][8]
- 1935年（昭和10年）4月 - 用宗から浜当目を経由し焼津に至る県道（現 県道416号）のバス営業権の取得について争っていた藤相鉄道と静岡電気鉄道が、興銀の仲介によって共同出資による駿遠自動車株式会社（本社 青島町前島）を設立した。[9]
- 1937年（昭和12年） 4月10日 -  駿遠自動車が静岡乗合自動車株式会社に改称し、将来の静岡 - 袋井間の通し運転を構想して袋井 - 掛川間に路線を持つ掛井自動車商会を買収。さらに静岡自動車株式会社を買収し、袋井から静岡までの路線網を構築した。[10][注 2]
- 1943年（昭和18年）5月15日 - 静岡電気鉄道、静岡乗合自動車、藤相鉄道、中遠鉄道、静岡交通自動車の5社の戦時統合によって静岡鉄道が設立され、焼津営業所となった。[11][12]
- 1948年（昭和23年）- 静岡鉄道が増資を行い市外の路線の復興のために組織を整備し、自動車部藤枝営業所を開設。以降、路線の復興、増強に伴い隷下に藤枝営業区、焼津営業区（焼津市中港町148-3）[1]、相良営業区、島田営業区を開設して行った。[13][注 3]
- 1950年（昭和25年）4月 - 静岡 - 焼津 - 相良間の運転を開始した。[14]
- 1951年（昭和26年）7月15日 - 静岡 - 相良間を御前崎まで延伸した「海岸本線(静岡・御前崎線)」が開設された。[15][16]
- 1952年（昭和27年）4月30日 -「海岸本線」が清水まで延伸し、清水 - 御前崎間の直通運転が実現した。[15][16]
- 1958年（昭和33年）6月1日 - 機構改正により焼津営業区から焼津営業所となった。[16]
- 1965年（昭和40年）3月 - 焼津駅の新貨物ホーム、新駅舎と共に駅前広場が建設され、ロータリーにバス停留所が整備された。[17][18]
- 1966年（昭和41年）
  - 時期不詳 - 土地区画整理事業[19]に伴い、営業所および車庫を焼津駅前から焼津市塩津に移転した。
  - 10月 - 国道150号新道の焼津・大井川工区が竣工し、以降は旧道を経由していた路線の新道への付け替えや、新路線の開設など、路線の再編が行われた。[20][21]
- 1973年（昭和48年）10月 藤枝大手北部に藤岡団地、1975年（昭和50年）5月にも五十海三丁目で静鉄不動産による分譲が開始されるなど、藤枝大手北部の宅地開発が進展し、1980年頃には藤枝大手付近の道路拡幅工事に伴って藤枝大手方面の路線が新設した五十海北（いかるみきた）停留所まで延伸した。
- 1975年（昭和50年）- 焼津駅の橋上駅舎化に伴い北口が開設され「朝比奈線」「石脇線」の上り焼津駅前行が北口への乗り入れを開始した。[22][23]
- 1983年（昭和58年）4月 - 焼津市立病院が焼津市三ヶ名（さんがみょう）から焼津市道原（どうばら）に新築移転し、道原停留所が「道原市立病院入口」に名称変更されると共に、病院敷地内に「焼津市立病院」停留所が新たに設置された。これに伴い複数の路線が焼津市立病院への乗入れを開始した。
- 1992年（平成4年） - 静岡精華短期大学（2004年より静岡福祉大学）が開学し、「精華短大入口」停留所が開設され、大学正門前にも「精華短大」停留所が開設された。これに伴い幾つかの路線に精華短大経由や精華短大行が誕生した。
- 1994年（平成6年） 藤枝市中薮田地区に大規模な宅地開発が行われ、清里として分譲（一丁目300戸、二丁目450戸）を開始し、清里二丁目に停留所と反転地（清里車庫）が整備された。これに伴い以降、五十海北方面の路線が清里まで延伸した。[24]
- 1998年（平成10年）バス事業の規制緩和を前に、静岡鉄道によって大規模な「乗合バス不採算路線計画」が発表された。焼津営業所管内では、事業者単独で維持できない不採算路線として「大覚寺線」「焼津西益津線」「大住線」「焼津道原線」「焼津大富線」「和田浜線」の6路線を全面廃止し「朝比奈線」「保養センター線」「五十海大住線」「吉永線」「焼津相良線」の5路線の一部区間を廃止するというものであった。[25]
- 1999年（平成11年）4月1日 - 管轄路線を7路線に整理縮小し、また同年12月からは焼津市自主運行バス（ゆりかもめ・さつき）の試験運行を開始した。[26]
- 2002年（平成14年）10月1日 - 乗合バス事業の分社化に伴い静岡鉄道自動車部焼津営業所からしずてつジャストライン焼津営業所として営業を開始した。
- 2005年（平成17年）- 静鉄小型バスがしずてつジャストライン丸子営業所構内から移転した。[27]
- 2006年（平成18年）4月1日 - 藤枝営業所と共にしずてつジャストライン岡部営業所に移転統合した。以降は、しずてつジャストライン岡部営業所焼津車庫として構内の一部を静鉄小型バス本社と共用した。
- 2011年（平成23年）10月 - 焼津車庫に併設されていた静鉄小型バスがしずてつジョイステップバスを吸収合併の上、商号を静鉄ジョイステップバスに変更し、同社の焼津営業所として営業を開始した。[4][5]
- 2019年（令和元年） - 岡部営業所焼津車庫への夜間滞泊が廃止された。
- 2021年（令和3年）1月 - 静鉄ジョイステップバスが本社（静岡市駿河区下川原）を焼津に移転し、静岡営業所を廃止した。

## 所管していた路線
しずてつジャストライン焼津営業所の発足時に所管していた路線は次の6路線であった（自主運行バスを除く）。

### 朝比奈線
- 概説
  - 焼津駅と朝比奈川左岸流域地域、藤枝市岡部地区（旧岡部町）を結ぶ路線である。
  - 通学路線として維持されてきた上流域は2007年度から岡部町自主運行バス（現・藤枝市自主運行バス）に転換され、現在は残る区間が焼津駅と岡部営業所を結ぶ「焼津岡部線」となっている。
  - 現在は国土交通省の地域公共交通確保維持改善事業における地域間幹線系統に位置付けられており、沿線自治体である藤枝市と焼津市が国・県と併せて補助を実施している。[28]
- 沿革
  - 1934年（昭和9年）藤相鉄道の時刻表では「焼津驛（山ノ手廻り）岡部間乗合自動車」として次の経路を運行していた。[7][29]
    - 焼津駅 - 中里 - 策牛（むちうし） - 三輪 - 岡部役場 - 岡部

  - 1939年（昭和14年）の静岡乗合自動車の路線図・運賃表付の乗車券では、小園まで延伸している。[30]
    - 焼津駅 - 中里 - 策牛 - 三輪 - 岡部学校前 - 岡部北口 - 村良 - 小園

  - 1953年（昭和28年）9月改正の静岡鉄道の時刻表では「朝比奈線」として次の2系統が存在した。[31]
    - 焼津 - 岡部 - 村良 - 小園
    - 焼津 - 岡部 - 村良 - 小園 - 玉取

  - 1966年（昭和41年）1月 - 小布杉（こぶすぎ）地区に車庫（反転地）を開設し、玉取から小布杉まで延伸した。[32]
  - 1975年（昭和50年）- 焼津駅の橋上駅舎化に伴い北口が開設され、焼津駅前方面行が乗り入れを開始した。
  - 1977年（昭和52年）2月 - 現在の路線図では次の経路を運行していた。[33]
    - 焼津駅前 -（←焼津駅北口←）- 西町 - 岡当目 - 中里 - 三輪 - 岡部小学校前 - 岡部役場前 - 岡部中学校入口 - 朝比奈小学校前 - 玉取 - 小布杉

  - 1985年（昭和60年）4月の時刻表では次の3系統が存在した。[34]
    - 焼津駅前 -（←焼津駅北口←）- 西町 - 岡当目 - 中里 - 三輪 - 岡部小学校前 - 岡部役場前
    - 焼津駅前 -（←焼津駅北口←）- 西町 - 岡当目 - 中里 - 三輪 - 岡部小学校前 - 岡部役場前 - 岡部中学校入口 - 朝比奈小学校前 - 玉取
    - 焼津駅前 -（←焼津駅北口←）- 西町 - 岡当目 - 中里 - 三輪 - 岡部小学校前 - 岡部役場前 - 岡部中学校入口 - 朝比奈小学校前 - 玉取 - 小布杉

  - 1993年（平成5年）の時刻表では小布杉系統は日曜祝日は運休となっている。[35]
  - 1994年（平成6年）4月1日 - 焼津駅南北のアクセス向上のため「吉永線」直通で水産加工センターに乗入れる系統を開設した。[36]
    - 水産加工センター - 市営住宅前 - 一色 - 田尻 - 下小田 - 焼津市立病院 - 石津新田 - 園田病院前 - 小川小学校前 - 水産高校前 - 市役所入口 - 駅前通り - 焼津駅前 -（←焼津駅北口←）- 西町 - 岡当目 - 中里 - 三輪 - 岡部小学校前 - 岡部役場前

  - 1998年（平成10年）5月 - 焼津駅前 - 岡部役場前 区間が事業者単独で維持できない不採算路線として「乗合バス不採算路線計画」に盛り込まれ、静岡鉄道より沿線市町に廃止の申し入れが行われた。[25]
  - 1999年（平成11年）4月1日 沿線市町（焼津市、岡部町、藤枝市）との協議の結果、欠損補助方式で路線が維持された。[37]
  - 2006年（平成18年）4月1日 - しずてつジャストライン岡部営業所に移管され、翌2007年（平成19年）4月より「焼津岡部線」となった。

### 大覚寺線
- 運行系統および主要停留所
  - 焼津駅前 - 大覚寺 - 平島 - 藤枝大手 - 五十海北 - 清里
- 概説
  - 藤相鉄道時代から大覚寺経由の焼津駅 - 岡部間の路線が運行されていたが、戦後は循環路線として復興し、その区間分離によって焼津駅と藤枝大手を結ぶ路線となった。
  - 1980年代には藤枝大手付近の道路拡幅と藤枝大手北部の宅地開発により五十海北（いかるみきた）まで延伸し、藤枝市花倉に日本ビクター藤枝工場が開設され、同工場への乗入れを開始した。
  - 1990年代にはビクター系統がマイカー通勤の普及で廃止される一方、宅地開発の進む清里地区まで延伸したが利用者減少に歯止めがかからず、2000年代に廃止された。
  - 現在は大覚寺地区は焼津市自主運行バス、清里、五十海地区は西焼津駅に乗入れる「五十海大住線」が運行されている。
- 沿革
  - 1934年（昭和9年）藤相鉄道の時刻表では「焼津驛（藤枝廻り）岡部間乗合自動車」として次の経路を運行していた。[7][29]
    - 焼津駅 - 大覚寺 - 保福島 - 藤枝（大手）- 八幡橋 - 横内 - 岡部

  - 1953年（昭和28年）の時刻表では「志太循環線」として運行が行われていた。[31]
    - 焼津駅 - 吉永 - 宗高新町 - 忠兵衛 - 藤枝駅前 - 藤枝大手 - 大覚寺 - 焼津駅

  - 1958年（昭和33年）6月 -「大覚寺線」として区間分離された。[38]
    - 焼津駅 - 大村 - 大覚寺 - 保福島 - 大手駅前 - 藤枝大手

  - 1977年（昭和52年）の路線図では次の経路を運行していた。[33]
    - 焼津駅 - 大村 - 大覚寺 - 保福島 - 静鉄藤枝営業所

  - 1981年（昭和56年）3月 日本ビクター藤枝工場の開設により、平日の朝晩に「葉梨線」の日本ビクターまで乗り入れる系統が誕生した。
  - 1985年（昭和60年）の時刻表では次の2系統が存在した。[39]
    - 焼津駅前 - 大覚寺 - 平島 - 静鉄藤枝営業所前 - 藤枝大手 - 五十海北
    - 焼津駅前 - 大覚寺 - 平島 - 静鉄藤枝営業所前 - 藤枝大手 - 五十海北 - 日本ビクター

  - 1993年（平成5年）の時刻表では日本ビクター系統は消滅し、五十海北系統のみとなっている。なお平日上り18便、下り19便、日祝日上り14便下り15便が運行されていた。[40]
    - 焼津駅前 - 大覚寺 - 平島 - 藤枝大手 - 五十海北

  - 1995年（平成7年）- 清里まで延伸した。
  - 1998年（平成10年） - 事業者単独で維持できない不採算路線として静岡鉄道より焼津、藤枝両市に廃止の申し入れが行われた。[25]
  - 1999年（平成11年）4月1日 - 欠損補助方式で存続した。[37]
  - 2006年（平成18年）4月1日 - しずてつジャストライン岡部営業所に移管され、翌2007年（平成19年）3月末を以って廃止された。

### 焼津吉田線
- 運行系統および主要停留所
  - 焼津駅前 - 焼津郵便局前 - 保健センター - 登呂田 - 小川 - 禰宜島 - 焼津市立病院 - 大富三和 - 精華短大入口 - 大島新田 - 宗高新町 - 大井川 - 富士見橋 - 大幡(150号) - 下神戸 - 吉田町役場
  - 焼津駅前 - 焼津郵便局前 - 保健センター - 登呂田 - 小川 - 禰宜島 - 焼津市立病院 - 大富三和 - 精華短大入口 - 大島新田
  - 焼津駅前 - 焼津郵便局前 - 保健センター - 登呂田 - 小川 - 禰宜島 - 焼津市立病院 - 大富三和 - 精華短大入口 - 精華短大（静岡福祉大学）
- 概説
  - 1999年（平成11年）4月1日 - 前年に事業者単独で維持できない不採算路線として一部区間の廃止が計画されていた「焼津相良線」と、全区間廃止が計画されていた「焼津大富線」「焼津道原線」の存続区間を縫合して沿線市町（焼津市・大井川町・吉田町）の欠損補助によって開設された路線である。[37]
  - 2004年（平成16年）静岡福祉大学が開学し精華短大入口ならびに精華短大の停留所名が静岡福祉大学入口、静岡福祉大学となった。
  - 2006年（平成18年）4月1日 - しずてつジャストライン岡部営業所に移管され、さらに翌2007年（平成19年）3月末を以って大島新田 - 吉田町役場間が廃止され「焼津大島線」となった。

### 五十海大住線
- 運行系統及び主要停留所
  - 清里 - 押切橋 - 五十海（いかるみ） - 藤枝大手 - 西益津小学校 - 六間川 - 西焼津駅南口 - 富士屋前 - 大富 - 静岡福祉大学 - 焼津市立病院
- 概説
  - 1990年代後半、藤枝市東北部（藤岡、五十海、薮田地区）の宅地開発の進行によって通勤・通学需要の残されていた「焼津西益津線」の清里 - 西焼津駅間と、精華短大（のちに静岡福祉大学） や焼津市立病院への通学・通院需要により黒字区間であった「大住線」の西焼津駅 - 精華短大・焼津市立病院 間を縫合し、西焼津駅を南北に繋いだ路線である。
  - 2000年代に入り欠損補助路線となるものの、現在も通院、通学路線として維持されている。
- 沿革
  - 1997年（平成9年）4月 「焼津西益津線」の焼津駅前 - 西焼津駅北口間を休止し、残る西焼津駅北口 - 清里間と「大住線」を接続して「五十海大住線」として開設。
    - 清里 - 五十海北 - 藤枝大手 - 西益津小学校前 - 西焼津駅北口 - 富士屋前 - 大富 - 精華短大入口 - 焼津市立病院

  - 1999年（平成11年）3月31日 - 同日の運行を以って焼津駅前 - 西焼津駅区間が廃止となった。[37]
  - 2001年（平成13年） - 静岡鉄道から不採算路線として一部区間廃止の申し出があり、2002年度より焼津市と藤枝市による欠損補助路線となった。
  - 2006年（平成18年）4月1日 - しずてつジャストライン岡部営業所に移管された。

### 一色線
- 運行系統および主要停留所
  - 焼津駅前 - 浅草幸町 - 水産高校 - 園田医院 - 石津新田 - （ - 焼津市立病院前 - ）- 焼津市立病院入口 - 下小田 - 田尻 - 一色 - 水産加工センター

- 概説
  - 1999年（平成11年）4月1日 -「吉永線」の区間廃止に伴い開設された。[37]
  - 2006年（平成18年）4月1日 - しずてつジャストライン岡部営業所に移管され、2010年（平成22年）4月1日のダイヤ改正で「和田浜線」と統合され「一色和田浜線」となった。

### 和田浜線
- 運行系統および主要停留所[41]
  - 焼津駅前 - 市役所入口 - 浅草幸町 - 水産高校 - 園田医院 - 石津 - 小川港前 - 水天宮 - 和田橋 - すみれ台団地 - 田尻団地 - 下浜東洋水産前 - 横須賀ディスカバリーパーク - 浜一色福祉会館
- 概説
  - 藤相鉄道時代から続く焼津駅と和田地区を結ぶ路線から、一時期は県道355号線に沿って大井川港まで延伸したが、利用者減少により区間縮小し1990年代末期には旧焼津市内の一色地区まで路線を縮小した。
  - 焼津市による欠損補助路線であり、現在は「一色線」と統合され「一色和田浜線」となっている。
- 沿革
  - 1930年（昭和5年）6月 - 藤相鉄道が焼津自動車を買収し「和田線」の免許を承継した。[42]
  - 1934年（昭和9年）の時刻表では「焼津驛和田濱間乗合自動車」として1日12往復を運行していた。[7][29]
    - 焼津駅 - 田子橋 - 和田浜

  - 1953年（昭和28年）9月改正の静岡鉄道の時刻表では「和田浜線」として一日10往復が運行されている。[31]
    - 焼津駅 - 石津 - 和田浜

  - 1955年（昭和30年）9月15日 - 都市計画道路志太海岸線（現 県道355号焼津大井川線）の建設にあわせて会下の島（えげのしま）- 田尻北間に新道経由の路線免許を申請した。[43]
  - 1959年（昭和34年）の路線図では次の経路を運行していた。[44]
    - 焼津駅 - 新屋 - 北浜通 - 仲町 - 新富町 - 昭和通五丁目 - 小川二丁目 - 田子の橋 - 南浜入口 - 会下の島 - 乙女ヶ丘遊園地前 - 小川港前 - 水天宮前 - 和田橋

  - 1962年（昭和37年）
    - 7月6日 - 水天宮 - 孝助橋間に焼津青少年の家が建設落成した。[45]
    - 9月15日 - 新区間の運行を開始した。[46]
      - 焼津駅 - 焼津郵便局前 - 新屋 - 北浜通 - 仲町 - 田子の橋 - 南浜入口 - 会下の島 - 乙女ヶ丘遊園地前 - 小川港前 - 石津浜 - 水天宮前 - 孝助橋 - 和田橋

  - 1964年（昭和39年）[47]
    - 3月 - 藤守水門橋が完成し、旧大井川町内の海岸道路（現 県道355号焼津大井川線）が全線開通した。
    - 11月30日 - 大井川港の第一期工事が竣工した。

  - 1966年（昭和41年）
    - - 小川地区の防潮堤工事と小川港造船団地建設のため、乙女ヶ丘海水浴場が閉鎖された。[48]
    - 5月 - 栃山川の一色大橋（現 県道355号焼津大井川線）が竣工し、以降、横須賀まで延伸した。（時期不詳）
    - 11月 - 2級国道150号（新道焼津工区）が開通した。[47]

  - 1967年（昭和42年）
    - 9月 - 同月現在の路線図では和田橋から横須賀まで延伸している。[49]
    - 11月 - 静岡県企業局が田尻に焼津住宅団地として用地を取得した。[50]

  - 1969年（昭和44年）2月 - 県営田尻団地の造成が開始され、昭和44年度内に全ての分譲を完了した。[51]
  - 1972年（昭和47年）11月 - 同月現在の路線図では浜通り経由から国道150号新道の園田病院前を経由する運行経路に変更され、旧浜通りルートの焼津駅 - 小川港間には「南浜線」が開設されている。また「吉永線」の大井川港系統を吸収し大井川港まで延伸し、新たに田尻団地前を経由する系統が開設されている。[52]
    - 南浜線：焼津駅前 - 新屋 - 北浜通り - 田子の橋入口 - 青峰遊園地前 - 南浜入口 - 会下の島 - 小川港東
    - 和田浜線：焼津駅前 - 焼津ジャスコ前 - 浅草幸町 - 水産高校前 - 園田病院前 - 石津 - 小川港前 - 水天宮 - 和田橋 - 田尻団地前 - 下浜東洋水産前 - 横須賀 - 浜一色福祉会館 - 鈴勝前 - 大井川港

  - 1975年（昭和50年）12月 - 同月現在の時刻表では次の3系統が存在した。朝の下り横須賀系統のみ田尻団地を経由しない便が存在した。[53]
    - 焼津駅前 - 焼津ジャスコ前 - 浅草幸町 - 水産高校前 - 園田病院前 - 石津 - 小川港前 - 水天宮 - 和田橋 - 田尻団地前 - 下浜東洋水産前
    - 焼津駅前 - 焼津ジャスコ前 - 浅草幸町 - 水産高校前 - 園田病院前 - 石津 - 小川港前 - 水天宮 - 和田橋 -（田尻団地前）- 下浜東洋水産前 - 横須賀
    - 焼津駅前 - 焼津ジャスコ前 - 浅草幸町 - 水産高校前 - 園田病院前 - 石津 - 小川港前 - 水天宮 - 和田橋 - 田尻団地前 - 下浜東洋水産前 - 横須賀 - 浜一色福祉会館 - 鈴勝前 - 大井川港

  - 1977年（昭和52年）の路線図では、横須賀系統が浜一色福祉会館まで延伸している。[33]
    - 焼津駅前 - 焼津ジャスコ前 - 浅草幸町 - 水産高校前 - 園田病院前 - 石津 - 小川港前 - 水天宮 - 和田橋 -（田尻団地前）- 下浜東洋水産前
    - 焼津駅前 - 焼津ジャスコ前 - 浅草幸町 - 水産高校前 - 園田病院前 - 石津 - 小川港前 - 水天宮 - 和田橋 - 田尻団地前 - 下浜東洋水産前 - 横須賀清水食品前 - 浜一色福祉会館
    - 焼津駅前 - 焼津ジャスコ前 - 浅草幸町 - 水産高校前 - 園田病院前 - 石津 - 小川港前 - 水天宮 - 和田橋 - 田尻団地前 - 下浜東洋水産前 - 横須賀清水食品前 - 浜一色福祉会館 - 鈴勝前 - 大井川港

  - 1985年（昭和60年）4月25日 - 同日現在の時刻表では平日朝6時代から9時代の大井川港発の上りが毎時2本、日中は毎時1本、下りも7時代から19時代まで毎時1本または2本が運行されていた。[54]
  - 1993年（平成5年）の時刻表では、焼津駅前 - 大井川港系統は朝の上り1本、夕方の下り1本の1日1往復まで減便されており、同年度を以って廃止された。[55][56]
  - 1997年（平成9年）7月 - ディスカバリーパーク焼津天文科学館の開館を機に「横須賀清水食品前」停留所が「横須賀ディスカバリーパーク」に名称変更された。
  - 1998年（平成10年）- 事業者単独で維持できない不採算路線として「乗合バス不採算路線計画」に盛り込まれ、存続について焼津市と協議が行われた。[25]
  - 1999年（平成11年）4月1日 - 焼津市の欠損補助により系統が維持された。[37]
  - 2006年（平成18年）4月1日 - しずてつジャストライン岡部営業所に移管され、2010年（平成22年）4月1日のダイヤ改正では「一色線」と統合され「一色和田浜線」となった。

## 休廃止路線

### 志太循環線
- 概説
  - 1953年（昭和28年）9月改正の時刻表では外回りが「吉永廻り」内回りが「大手廻り」として掲載されており、次のルートを105分を掛けて廻る長大循環路線であった。[31]
    - 焼津駅 - 吉永 - 宗高新町 - 忠兵衛 - 藤枝駅前 - 藤枝大手 - 大覚寺 - 焼津駅

  - 1958年（昭和33年）の時刻表では焼津駅 - 藤枝大手間は「大覚寺線」に、藤枝大手 - 吉永間は「飯淵線」に、焼津駅 - 吉永間は「吉永線」に整理され廃止されている。[38]
    - 吉永線：焼津駅 - 新屋 - 北浜通 - 仲町 - 幸町 - 昭和通五丁目 - 田子の橋 - 会下の島 - 石津 - 田尻 - 一色 - 吉永 - 飯淵
    - 飯渕線：藤枝大手 - 藤枝駅 - 青島中学校入口 - 忠兵衛 - 上新田駅 - 宗高新町 - 吉永 - 飯淵

### 吉永線
- 概説
  - 藤相鉄道が買収した駿南自動車の路線を源流とし、焼津駅から現在の県道31号（焼津榛原線・吉永街道）を旧大井川町の飯淵まで結ぶ路線であった。
  - 戦後、静岡 - 島田間にまで延伸したが、1950年代後半には車両の増強と共に区間分離された。
  - 1970年代には水産加工センターへの支線も誕生したが、1990年代末期に支線であった水産加工センター系統のみが「一色線」として存続し廃止となった。
- 沿革
  - 1924年（大正13年）
    - 5月5日 - 駿南自動車株式会社が焼津駅構内 - 吉永間の免許を取得した。
    - 12月1日 - 駿南自動車が吉永 - 焼津駅間に1日16往復の定期乗合自動車の運行を開始した。[57]

  - 1928年（昭和3年）9月8日 - 駿南自動車が吉永 - 飯淵間の免許を取得し、焼津駅 - 飯淵間に路線を延伸した。
  - 1934年（昭和9年）10月 - 藤相鉄道が駿南自動車を買収し「焼津駅・吉永線」の免許を承継した。同年12月現在の時刻表には「焼津驛吉永間乗合自動車」として次の経路を運行していた。[7][29]
    - 焼津駅 - 田子橋 - 石津 - 下小田 - 田尻 - 下小杉石井病院前 - 下小杉 - 藤守 - 吉永 - 飯淵

  - 1953年（昭和28年）9月改正の時刻表では「海岸本線」の支線扱いで「吉永線」がひとつに纏められており、静岡駅 - 島田駅間まで延伸している。なお静岡 - 用宗間の運行経路は「海岸本線」が用宗街道（県道416号）広野経由であったのに対して「吉永線」は長田街道（県道366号）青木経由であった。[31]
    - 青木廻り：静岡 - 轟橋 - 青木 - 用宗 - 大崩 - 焼津 - 石津 - 田尻 - 吉永 - 宗高新町 - 忠兵衛 - 道悦島（六合公民館前）- 島田
    - 大富廻り：焼津 - 大富 - 宗高新町 - 吉永

  - 1958年（昭和33年）6月15日 - 轟橋経由の静岡 - 用宗間が「用宗線」（のちに「小坂線」に分離）に、用宗 - 焼津間が「海岸本線」に整理される一方、吉永から飯淵まで延伸した。さらに島田系統は分離され、飯淵 - 忠兵衛間が「志太循環線」の吉永 - 忠兵衛 - 藤枝大手間と統合して藤枝営業所の管轄する「飯淵線」に、島田 - 忠兵衛間が島田営業所の管轄する「細島線」となった。一方、焼津 - 島田間の乗り換えなしの直通運転では、前年島田地区で開通した国道1号新国道と現在の県道222号上青島焼津線を経由して島田 - 焼津間を結ぶ「島田焼津線」が誕生している。[38][58]
    - 吉永線：焼津駅 - 新屋 - 北浜通 - 仲町 - 田子の橋入口 - 田子の橋 - 会下の島 - 石津 - 田尻 - 一色 - 吉永 - 飯渕
    - 飯渕線：藤枝大手 - 藤枝駅 - 青島中学校入口 - 忠兵衛 - 上新田駅（駿遠線）- 宗高新町 - 吉永 - 飯渕
    - 細島線： 島田駅 - 六合公民館前 - 細島 - 忠兵衛
    - 島田焼津線：島田駅 - 六合公民館前 - 瀬戸新屋 - 藤枝駅 - 築地 - 豊田 - 三ヶ名 - 市立病院前 - 元焼津 - 仲町 - 北浜通 - 新屋 - 焼津駅

  - 1959年（昭和34年）- 飯淵から大井川の太平橋を経由して榛原町まで延伸した「吉永川尻線」が開設され、「吉永線・吉永川尻線」としてひとつの時刻表に纏められている。[59]
    - 焼津駅前 - 吉永 - 飯淵 - 川尻 - 榛原町駅前

  - 1966年（昭和41年）11月 - 国道150号新道の焼津工区が開通した。
  - 1968年（昭和43年）4月27日 - 大井川港港湾会館が竣工した。[60] 以降、1968年（昭和43年）～1970年（昭和45年）頃に、同会館前（大井川港停留所）を起終点とする系統が開設された。[注 4]
    - 焼津駅前 - 新屋 - 北浜通 - 仲町 - 田子の橋入口 - 田子の橋 - 会下の島 - 石津 - 田尻 - 一色 - 小杉浜 - 藤守水門 - 大井川港

  - 1972年（昭和47年）11月 - 同月現在の路線図では、焼津駅 - 下小田間が国道150号（現 県道416号）を経由し石津新田から下小田へ分岐する経路に変更され、大井川港系統は国道150号を経由し園田病院前から石津、小川港を経由する「和田浜線」に付け替えられている。
  - 1975年（昭和50年）の時刻表では次の2系統が存在した。[61]
    - 焼津駅前 - 焼津ジャスコ前 - 浅草幸町 - 水産高校前 - 園田病院前 - 石津新田 - 下小田 - 田尻 - 一色
    - 焼津駅前 - 焼津ジャスコ前 - 浅草幸町 - 水産高校前 - 園田病院前 - 石津新田 - 下小田 - 田尻 - 一色 - 下小杉 - 吉永辻 - 飯淵

  - 1984年（昭和59年）の路線図では、焼津市立病院の三ヶ名から道原への移転に伴い、日中は市立病院経由となっており、一色から水産加工センターへの支線が新たに設定されている。また、[62]
    - 焼津駅前 - 焼津ジャスコ前 - 浅草幸町 - 水産高校前 - 園田病院前 - 石津新田（ - 焼津市立病院前 - 焼津市立病院入口 -）下小田 - 田尻 - 一色 - 下小杉 - 吉永辻 - 飯淵
    - 焼津駅前 - 焼津ジャスコ前 - 浅草幸町 - 水産高校前 - 園田病院前 - 石津新田（ - 焼津市立病院前 - 焼津市立病院入口 -）下小田 - 田尻 - 一色 - 水産加工センター

  - 1998年（平成10年）- 事業者単独で維持できない不採算路線として「乗合バス不採算路線計画」に盛り込まれ、存続が沿線自治体と協議された。[25]
  - 1999年（平成11年）焼津駅 - 飯渕系統が廃止され大井川町内の区間は大井川町営バスに継承された。残る水産加工センター系統は「一色線」となり「吉永線」は廃止された。これにより焼津駅から吉永、飯淵地区への路線は消滅したが、「藤枝吉永線」の飯淵乗り入れにより飯淵車庫は藤枝営業所の車庫として存続した。[37]

### 吉永川尻線
- 運行系統および主要停留所
  - 焼津駅前 - 吉永 - 飯淵 - 帝国化成前 - 川尻小学校前 - 川尻 - 住吉 - 住吉新田 - 根松 - 静波二丁目 - 榛原町駅前
- 概説
  - 1958年（昭和33年）に完成した大井川最下流の太平橋を経由して「吉永線」と「海岸本線」を繋いで焼津駅 - 榛原町駅間を直通する路線であり、1959年（昭和34年）に開設された。[59]
  - 1988年（昭和63年）に永久橋に付け替えられる以前の太平橋は旧掛塚橋を移築した、車幅1.8ｍ、車高1.7ｍ、総重量2t未満の制限通行かつ途中交互通行の木造橋であり、増水等により度々通行が規制された一方、[63]1961年（昭和36年）3月には国道150号新富士見橋が2車線対面通行の永久橋として開通したため、車両の大型化・ワンマン化により国道150号富士見橋を経由する「海岸本線」に整理され廃止となった。（廃止時期不詳）[注 5]

### 海岸本線（静岡御前崎線）、急行海岸本線
- 概説
  - 1950年（昭和25年）4月 - 相良営業区との共管で静岡から焼津を経由して相良に至る路線が開設され、翌年には「海岸本線（静岡御前崎線）」として御前崎まで延伸、さらにその翌年には清水まで延伸した長大路線が形成された。
  - 1968年（昭和43年）頃 時期不詳 当時の榛南4町との駿遠線廃止交渉における対案となっていた、新道を経由した焼津駅までの直通運行を、国道150号新道榛原工区の開通を機に静岡 - 御前崎間の経路を変更し急行運転とする「急行海岸本線」として新設し、元小浜 - 大島新田区間の旧道経由を「焼津大富線」に、静岡 - 榛原町間を「静岡焼津線」の準急として分離した。
  - 1970年（昭和45年）- 前年の東名高速道路の開通を機に静岡IC - 焼津IC間が東名経由となった。
  - 1978年（昭和53年）- 国道150号静岡バイパス新日本坂トンネルの開通を機に150号バイパス経由となった。
  - 1979年（昭和54年）- 焼津駅を境に「静岡焼津線」と「焼津御前崎線」に整理され消滅した。これにより静岡 - 御前崎間の直通路線は1974年に運行を開始した「特急静岡御前崎線」のみとなった。

### 焼津御前崎線、焼津相良線
- 概説
  - 1979年（昭和54年）「急行海岸本線」の 国道150号静岡バイパス新日本坂トンネル以西と「静岡焼津線」の焼津駅以西をまとめて開設した路線であり、相良営業所との共管であった。
  - 1980年代以降、利用者は減少を続け、1993年に相良 - 御前崎間を「藤枝御前崎線」に統合し「焼津相良線」となり、1998年の「乗合バス不採算路線計画」では富士見橋 - 相良営業所区間の廃止が計画された結果「焼津吉田線」に縮小された。

### ヘルスセンター線
- 主要停留所
  - 焼津駅前 - 港町 - 当目大橋 - ヘルスセンター

- 概説
  - 1960年代初頭に焼津市浜当目に開館した焼津ヘルスセンター大崩会館と焼津駅を結ぶ系統であり、「海岸本線」の大崩地区の道路障害の期間中に区間便として運行されていたが、地元の要望により定期運行となった系統である。（廃止時期不詳）
- 沿革
  - 1960年（昭和35年）- 焼津ヘルスセンター大崩会館が開館した。
  - 1961年（昭和36年）7月1日 - 国道150号の大崩海岸付近で100ｍにわたって崖崩れが発生し、不通となった。[64]
  - 1962年（昭和37年）11月25日 - 同日現在の時刻表では9時台から16時台まで1日6往復が運行されていた。
  - 1964年（昭和39年）5月1日 - 定期運行となった。[65]

### 静岡焼津線
- 概説
  - 「静岡・御前崎線」の国道150号（現 県道416号静岡焼津線）大崩海岸付近は風水害のたびに通行が規制され、路面崩落や崖崩れにより度々通行止めとなっていた。加えて戦後間もなくに計画された静岡清水線の運動場前駅と駿遠線の大井川駅を結ぶ「焼津延長線」が、東海道新線計画により断念され、培養路線であった日本坂（石部隧道）経由の「小浜線」が1960年代前半に花沢まで区間を縮小したことを受け、「静岡・御前崎線」を藤枝駅と宇都ノ谷を経由する新たな系統を中心に据え、従来の大崩経由の静岡 - 大井川（富士見橋）間を「静岡・焼津線」として分離した。相良営業所との共管であった。
  - 1960年代後半には、国道150号新道焼津工区、榛原工区の完成と静岡鉄道駿遠線の廃止を受けて、「静岡・御前崎線」の藤枝経由は「藤枝御前崎線」と「代行バス駿遠線」に整理し、焼津、大崩経由の新静岡 - 御前崎間の直通系統を国道150号新道経由の「急行海岸本線」に、ツーマン運行の旧道系統（元小浜 - 大島新田）を「焼津大富線」として分離し、残る新静岡 - 榛原車庫の系統を「静岡焼津線（準急）」に再編した。
  - 1970年代前半には、石部地区で崩落により乗用車が被災する死亡事故も発生し、[66]この問題を抜本的に解消するため、国道150号大崩バイパスおよび新日本坂トンネルの建設工事が進められた。[67][68]1970年代末期の同バイパスの開通からは静岡 - 焼津間に区間を縮小し、残る焼津駅 - 榛原町間は「焼津御前崎線」の住吉経由に整理された。
  - 1980年代に入ると150号バイパス経由が渋滞により定時性確保が困難になったことに加え、国鉄が分割民営化を前に並行する東海道本線に高頻度パターンダイヤを編成するようになったため、静岡 - 焼津間を通した利用が減少し、区間便が増加していった。1990年（平成2年）には野秋 - 焼津駅系統を「野秋線」として存続し、他の系統は廃止された。
- 沿革
  - 1961年（昭和36年）7月1日 - 国道150号の大崩海岸付近で100ｍにわたって崖崩れが発生し、不通となった。[64]
  - 1962年（昭和37年）6月5日 - 大崩海岸の不通への対策について、焼津市が静岡県に対し道路の抜本的な整備改修に加えバイパスの建設を陳情した。[69][70]
  - 1960年代前半 時期不詳 -「静岡・御前崎線」の御前崎 - 清水の直通便を除く系統を藤枝駅、宇都ノ谷経由とし、静岡 - 富士見橋間を「静岡・焼津線」として分離した。
    - 静岡駅前 - 用宗 - 焼津駅前 - 大富 - 相川辻 - 大井川駅前 - 富士見橋

  - 1968年（昭和43年）頃 時期不詳 - 「海岸本線（静岡・御前崎線）」の相良御前崎方面を、主要停留所のみに停車し上吉田経由として所要時間短縮を図った「急行海岸本線」に、元小浜 - 大島新田区間の旧道経由を「焼津大富線」として分離し、残る新静岡 - 榛原車庫間を「静岡焼津線」に整理した。
    - 新静岡 - 新通一丁目 - 安倍川橋 - 手越 - 用宗駅前 - 焼津ヘルスセンター - 焼津駅前 - 大富 - 大島新田 - 宗高新町 - 大井川駅前 - 富士見橋 - 片岡 - 川尻 - 住吉 - 住吉新田 - 根松 - 榛原車庫前

  - 1969年（昭和44年）4月4日 - 風水害により大崩海岸付近が同月23日まで不通となった。[71]
  - 1971年（昭和46年）
    - 4月 - 国道150号大崩バイパス建設事務所が開設された。[72]
    - 7月5日 - 静岡市石部の大崩海岸で大規模な崩落が発生し、洞門の一部が圧潰され国道150号が不通となった。[73]

  - 1972年（昭和47年）7月 - 大崩海岸の崩落現場を迂回する石部海上橋が完成し、大崩経由の静岡 - 焼津間の運行が再開された。[74]
  - 1975年（昭和50年）の時刻表では次の経路を運行していた。日中は全て新静岡 - 榛原町間の運行で、区間便（新静岡 - 焼津駅前、焼津駅前 - 榛原町、焼津駅前 - 住吉）は朝晩のみの運行であった。
    - 新静岡 - 静岡駅前 - 手越 - 東新田 - 広野 - 用宗駅前 - 大崩入口 - ヘルスセンター前 - 虚空蔵尊入口 - 当目大橋 - 焼津駅前（94）- 浅草幸町 - 水産高校前 - 園田病院前 - 道原 - 大島新田 - 宗高新町 - 大井川 - 富士見橋 - 大幡(150号) - 下神戸 - 片岡 - 川尻 - 住吉 - 根松 - 静波二丁目 - 榛原町（96）

  - 1977年（昭和52年）の路線図では静岡駅 - 用宗駅間は丸子営業所の管轄する「用宗線」が併行しており、次の系統が存在した。なお、焼津地区には焼津駅 - 榛原町、焼津駅 - 住吉新田、焼津駅 - 大井川の区間便が存在した。[33]
    - 用宗線
      - 下川原経由：新静岡 - 静岡駅前 - 紺屋町 - 常盤町 - 新通小学校前 - 手越 - 東新田 - 川原 - 長田東団地 - 下川原団地 - 広野 - 用宗駅前 （91）
      - 変電所経由：新静岡 - 静岡駅前 - 紺屋町 - 常盤町 - 新通小学校前 - 手越 - 東新田 - 川原 - 変電所前 - 広野 - 用宗駅前 （93）

    - 静岡焼津線（準急）
      - 新静岡 - 静岡駅前 - 紺屋町 - 常盤町 - 新通小学校前 - 手越 - 東新田 - 川原 - 変電所前 - 広野 - 用宗駅前 - 石部 - 大崩入口（番号なし）- ヘルスセンター前 - 虚空蔵尊入口 - 当目大橋 - 焼津駅前（94）- 焼津ジャスコ前 - 浅草幸町 - 水産高校前 - 園田病院前 - 石津新田 - 道原 - 大島新田 - 宗高新町 - 大井川 - 富士見橋 - 大幡(150号) - 下神戸 - 片岡 - 川尻 - 住吉 - 住吉新田（95）- 根松 - 静波二丁目 - 榛原町（96）

  - 1978年（昭和53年）5月 - 国道150号大崩バイパス（静岡市広野 - 焼津市八楠間）の開通を機に[75]同BPを経由するルートがメインとなり、新静岡 - 焼津駅および新静岡 - 榛原町の直通系統は全て150号BP経由となった。また「花沢線」「石脇線」が廃止され、「静岡焼津線」の野秋 - 焼津駅系統（石脇経由）に統合し、焼津駅 - 保養センター系統が「保養センター線」（後述）として分離された。また、「焼津大富線」の元小浜 - 焼津駅区間が整理統合され、大崩経由の旧ルートは新静岡 - 大崩入口間と用宗駅・大崩入口 - 焼津駅間に区間を分けて存続した。焼津駅以西の系統には焼津駅 - 住吉新田、焼津駅 - 大井川の区間便も引き続き存在した。
    - 新通り150号経由（準急）
      - 新静岡 - 静岡駅前 - 御幸町 - 紺屋町 - 常盤町 - 新通小学校前 - 手越 - 広野口 - 小坂 - 野秋 - 高崎 - 石脇 - 中里東 - 虚空蔵尊入口 - 当目大橋 - 中港町 - 焼津駅前（94）- 焼津ジャスコ前 - 浅草幸町 - 水産高校前 - 園田病院前 - 石津新田 - 道原 - 大島新田 - 宗高新町 - 大井川 - 富士見橋 - 大幡(150号) - 下神戸 - 片岡 - 川尻 - 住吉 - 住吉新田 - 根松 - 静波二丁目 - 榛原町 （96）

    - 新通り経由
      - 新静岡 - 静岡駅前 - 御幸町 - 紺屋町 - 常盤町 - 新通小学校前 - 手越 - 広野口 - 広野 - 用宗駅前 - 石部 - 大崩入口（95）

    - 大崩入口・元小浜経由
      - 用宗駅前 - 石部 - 大崩入口 - 元小浜 - 当目トンネル - ヘルスセンター前 - 虚空蔵尊入口 - 当目大橋 - 中港町 - 焼津駅前
      - 大崩入口 - 元小浜 - 当目トンネル - ヘルスセンター前 - 虚空蔵尊入口 - 当目大橋 - 中港町 - 焼津駅前

    - 石脇・中里東経由
      - 野秋 - 高崎 - 石脇 - 中里東 - 虚空蔵尊入口 - 当目大橋 - 中港町 - 焼津駅前

    - 住吉経由
      - 焼津駅前- 焼津ジャスコ前 - 浅草幸町 - 水産高校前 - 園田病院前 - 石津新田 - 道原 - 大島新田 - 宗高新町 - 大井川 - 富士見橋 - 大幡(150号) - 下神戸 - 片岡 - 川尻 - 住吉 - 住吉新田 - 根松 - 静波二丁目 - 榛原町

  - 1979年（昭和54年）東名高速道路の静岡IC - 吉田IC間を経由する「特急静岡御前崎線」を増便し「急行海岸本線」と新静岡 - 榛原町の準急系統を廃止した上で、野秋・焼津駅 - 御前崎間を「焼津御前崎線」として新たに開設し、焼津駅 - 榛原町区間を同線の住吉経由として統合した。これに伴い焼津営業所単独の管轄路線となった。また「静岡焼津線」の新静岡 - 焼津駅間の直通運行は新通り経由から本通り経由となった。また、野秋 - 焼津駅前には引き続き区間便も運行されていた。
    - 本通り150号バイパス経由
      - 新静岡 - 静岡駅前 - 県庁前 - 中町 - 本通三丁目 - 手越 - 広野口 - 小坂 - 野秋 - 高崎 - 石脇 - 中里東 - 虚空蔵尊入口 - 当目大橋 - 中港町 - 焼津駅前（94）

    - 新通り・大崩経由
      - 新静岡 - 静岡駅前 - 御幸町 - 紺屋町 - 常盤町 - 新通小学校前 - 手越 - 広野口 - 広野 - 用宗駅前 - 石部 - 大崩入口（95）
      - 用宗駅前 - 石部 - 大崩入口 - 元小浜 - 当目トンネル - ヘルスセンター前 - 虚空蔵尊入口 - 当目大橋 - 中港町 - 焼津駅前
      - 大崩入口 - 元小浜 - 当目トンネル - ヘルスセンター前 - 虚空蔵尊入口 - 当目大橋 - 中港町 - 焼津駅前

  - 1980年（昭和55年）4月 - サッポロビール焼津工場が竣工し、中里東－虚空蔵尊入口間にサッポロビール前停留所が設置された。
  - 1985年（昭和60年）3月14日 - 安倍川駅が開業し、新静岡 - 大崩系統は用宗駅までを併行する「用宗線」に整理された。150号バイパス経由は同バイパスの渋滞により定時性確保が困難になったことに加え、国鉄が「するがシャトル」の高頻度パターンダイヤを編成するようになったため静岡 - 焼津間を通した利用が減少し、野秋 - 焼津駅の区間便が増加している。一方、大崩経由は元小浜地区の通学輸送のために維持されていた。[62][76]
    - 用宗線
      - 新静岡 - 静岡駅前 - 紺屋町 - 常盤町 - 新通小学校前 - 手越 - 東新田 - 川原 - 変電所前 - 広野 - 用宗駅前（93） - 石部 - 大崩入口（95）

    - 静岡焼津線
      - 新静岡 - 静岡駅前 - 県庁前 - 中町 - 本通三丁目 - 手越 - 広野口 - 小坂 - 野秋 - 高崎 - 石脇 - 中里東 - サッポロビール前 - 虚空蔵尊入口 - 当目大橋 - 中港町 - 焼津駅前（94）
      - 野秋 - 高崎 - 石脇 - 中里東 - サッポロビール前 - 虚空蔵尊入口 - 当目大橋 - 中港町 - 焼津駅前
      - 用宗駅前 - 石部 - 大崩入口 - 元小浜 - 当目トンネル - ヘルスセンター前 - 虚空蔵尊入口 - 当目大橋 - 中港町 - 焼津駅前
      - 大崩入口 - 元小浜 - 当目トンネル - ヘルスセンター前 - 虚空蔵尊入口 - 当目大橋 - 中港町 - 焼津駅前

  - 1990年（平成2年）利用者は減少の一途を辿り、静岡鉄道から沿線自治体に路線撤退の申し出がなされた。これを受けた地元との協議の結果、元小浜地区の通学児童対策として大崩入口 - 焼津駅前間は、市で年間200万円を助成することを条件に、引き続き通学バスとして運行することが決定した。[77]野秋 - 焼津駅区間が「野秋線」として分離され、他の系統は全て廃止され「静岡焼津線」は同年度を以って消滅した。

### 野秋線
焼津駅前 - 港町 - サンライフ焼津 - 中港町 - 当目大橋 - 虚空蔵尊入口 - サッポロビール前 - 中里東 - 石脇 - 高崎 - 野秋
- 1990年（平成2年）「静岡焼津線」の焼津 - 野秋区間系統を「野秋線」として分離し開設された。
- 1993年（平成5年）3月末を以ってサッポロビール前 - 野秋間が廃止となり「保養センター線」に整理統合され廃止となった。[25][78]

### 焼津大富線
- 概説
  - 1968年（昭和43年）頃 時期不詳 - 「海岸本線」が「急行海岸本線」と「静岡焼津線」に分離され、国道150号新道経由となった際に、それまで運行されていた焼津駅 - 大島新田の旧道区間と元小浜 - 焼津駅間の通学便をツーマン路線の「焼津大富線」として分離した。大富地区には狭隘区間が多く1980年（昭和55年）に中型車両が導入される迄ツーマン運行であった。
  - 1977年（昭和52年）2月現在の路線図では次の経路を運行していた。
    - 元小浜 - 当目トンネル - ヘルスセンター前 - 虚空蔵尊入口 - 当目大橋 - 中港町 - 焼津駅前 - 郵便局前 - 焼津ジャスコ前 - 浅草幸町 - 元焼津 - 登呂田 - 小川矢師 - 大富中学前 - 大富 - 大富小学校前 - 河原中 - 上河原 - 大島新田

  - 1984年（昭和59年）4月現在の路線図では、元小浜 - 焼津駅前間の区間便は「静岡焼津線」に整理され廃止となり、焼津駅前が起終点となっている。[62]
  - 1993年（平成5年）の時刻表では大島タウンまで延伸している。[79]
    - 焼津駅前 - 市役所入口 - 浅草幸町 - 元焼津  - 登呂田 - 小川矢師 - 大富中学校 - 大富 - 大富小学校 - 河原中 - 上河原 - 大島新田 - 大島タウン

  - 1995年（平成7年）- 区画整理事業と市道整備に伴い焼津駅前 - 登呂田間の運行経路が変更されている。
    - 焼津駅前 - 焼津郵便局前 - JA焼津支店 - 保健センター前 - 登呂田 - 小川矢師 - 大富中学校 - 大富 - 大富小学校 - 河原中 - 木屋川 - 上河原 - 大島新田 - 大島タウン

  - 1998年（平成10年）- 事業者単独で維持できない不採算路線として「乗合バス不採算路線計画」に盛り込まれ、焼津市との路線維持に向けた協議を行った結果、河原中 - 上河原区間の廃止が決定された。[37]
  - 1999年（平成11年）4月1日 -「焼津吉田線」に整理され廃止となった。さらに同年の12月から焼津駅前 - 大島タウン間に朝夕2便ずつの自主運行バスの試験運行が開始されたが2001年（平成13年）3月末を以って廃止された。[26]

### 焼津道原線
- 運行系統および主要停留所
  - 焼津駅前 - 焼津郵便局前 - JA焼津支店 - 保健センター - 登呂田 - 小川宿 - 小川東 - 小川 - 小川南 - 天野医院 - 禰宜島 - 焼津市立病院 - 道原市立病院入口 - 大富三和 - 精華短大入口 - 精華短大
- 概説
  - 「焼津相良線」等が当時の国道150号（現 県道416号）を経由して精華短大（現 静岡福祉大学）に乗入れるのに対して、小川地区の区画整理事業に伴い新たに開通した市道焼津道原線（通称 いちょう通り）を経由して精華短大まで乗り入れる系統が開設された。
- 沿革
  - 1997年（平成9年）4月1日 - 新規開設。
  - 1998年（平成10年）6月 - 事業者単独で維持できない不採算路線として「乗合バス不採算路線計画」に盛り込まれ、焼津市との路線維持に向けた協議を行った結果、小川矢師 - 大富中学校間が廃止され、他の区間は「焼津大富線」「焼津相良線」の存続区間と整理統合されることが決定した。[37]
  - 1999年（平成11年）3月末の運行を以って 「焼津吉田線」に整理され廃止となった。

### 小浜線、花沢線
- 概説
  - 静岡鉄道が、東海道本線が使用していた旧石部隧道を経由して、静岡清水線と駿遠線を結ぶ「焼津延長線」を構想し、その計画線上の旧石部隧道を経由して焼津駅から高草山麓の花沢地区、小浜地区、用宗駅を結ぶバス路線を「小浜線」として開設した。
  - 1950年代後半に東海道新線計画（のちの東海道新幹線）により 東海道本線が再び旧石部隧道を改修して使用する事となったため、花沢地区まで区間縮小し「花沢線」に統合された。
  - 焼津簡易保険保養センターの開業を機に支線として保養センター系統が設けられたが、1978年（昭和53年）の国道150号バイパス開通を機に花沢地区の系統は野秋まで区間を縮小し「静岡焼津線」の焼津駅 - 野秋系統に整理され「花沢線」は廃止となった。残る保養センター系統は「保養センター線」として存続した。
- 沿革
  - 1946年（昭和21年）6月20日 - 静岡鉄道が静岡清水線の運動場前駅（当時）から国鉄静岡駅南口、旧石部隧道、焼津を経由して駿遠線相川駅（大井川）に接続する新規鉄道路線「焼津延長線」（仮称）を申請した。[80]
  - 1948年（昭和23年）4月12日 - 旧石部隧道を経由する培養路線「大崩トンネル線」の開設が認可された。[81]
  - 1950年（昭和25年）12月23日 - 「焼津延長線」の開設が認可された。[80]
  - 1958年（昭和33年）12月19日 - 東海道新線計画が閣議で承認され、東海道本線が使用していた日本坂トンネルを新線が使用し、旧石部隧道と磯浜隧道を改修して石部トンネルとして再び使用することが決定した。これを受け1950年（昭和25年）に免許を得ていた「焼津延長線」計画は断念されたが、石部トンネルの工事開始まで路線は維持された。同年の時刻表では「小浜線」は次の運行経路であり、1日5往復の内、朝晩の2往復が焼津-用宗間の運行であり、日中の3往復は焼津駅 - 小浜間の区間便であった。[82][38]
    - 焼津 - 港町 - 当目大橋 - 虚空蔵尊入口 - 本脇入口 - 花沢入口 - 小浜 - 磯浜 - 用宗

  - 1961年（昭和36年）頃 時期不詳 - 東海道本線の石部トンネル付け替え工事に伴い花沢入口 - 用宗間が廃止された。[83]
  - 1962年（昭和37年）11月25日 - 同日現在の時刻表では「小浜線」と共に新たに「花沢線」が開設されている。
    - 小浜線
      - 焼津駅前 - 当目大橋 - 虚空蔵尊入口 - 本脇入口 - 花沢入口

    - 花沢線
      - 焼津駅前 - 当目大橋 - 虚空蔵入口 - 石脇入口 - 小浜入口 - 野秋 - 吉津

  - 1968年（昭和43年）8月 焼津簡易保険保養センター（現・焼津かんぽの宿）が開業し、焼津駅と同センターを結ぶ系統が誕生した。
  - 1972年（昭和47年）11月 - 同月現在の時刻表では「小浜線」は消滅している。
  - 1977年（昭和52年）2月の路線図では次の2系統が確認できる。[33]
    - 焼津駅前 - 当目大橋 - 虚空蔵尊入口 - 保養センター入口 - 石脇入口 - 小浜入口 - 野秋 - 吉津
    - 焼津駅前 - 当目大橋 - 虚空蔵尊入口 - 保養センター入口 - 保養センター前

  - 1978年（昭和53年）国道150バイパス開通により、野秋・吉津系統が「静岡焼津線」の国道150号バイパス系統に集約され、残る保養センター系統は「保養センター線」となり「花沢線」は廃止された。

### 保養センター線、サッポロビール園線
- 概説
  - 1978年（昭和53年）の国道150号バイパス開通を機に「花沢線」の保養センター系統を「保養センター線」として開設した。
  - 1990年代には「静岡焼津線」が廃止され「野秋線」になった後に再度「保養センター線」に編入された。
  - 末期はサッポロビール前まで区間が短縮され「サッポロビール園線」として存続したが2001年度を以って廃止されている。
- 沿革
  - 1978年（昭和53年）国道150バイパスの完成により、野秋・吉津系統が「静岡焼津線」に集約され、残る保養センター系統が150バイパスの中里東、石脇経由に経路が変更され「保養センター線」となった。
    - 焼津駅前 - 郵便局前 - 当目大橋 - 虚空蔵尊入口 - 中里東 - 石脇 - 保養センター入口 - 保養センター前

  - 1980年（昭和55年）4月 サッポロビール静岡工場が竣工し、サッポロビール前停留所が設置された。
    - 焼津駅前 - 郵便局前 - 当目大橋 - 虚空蔵尊入口 - サッポロビール前 - 中里東 - 石脇 - 保養センター入口 - 保養センター前

  - 1985年（昭和60年）の時刻表では1日4往復が運行されていた。[84]
  - 1987年（昭和62年）3月23日 焼津郵便局が焼津市栄町五丁目から焼津一丁目に局舎を新築移転されたことに伴い、郵便局前停留所も移転し、新たに駅前通り停留所が設置された。また、同年サンライフ焼津が開館し中港町停留所がサンライフ焼津前停留所に改称された。
  - 1993年（平成5年）4月1日 「野秋線」を吸収したことに伴い焼津駅前 - 保養センター系統の平日1日5往復、日曜祝日4往復に加え、駅前通りを経由しない焼津駅前 - サッポロビール前 区間の新系統が平日3往復設定された。[78]
    - 焼津駅前 - 駅前通り - 当目大橋 - 虚空蔵尊入口 - サッポロビール前 - 保養センター
    - 焼津駅前 - 当目大橋 - 虚空蔵尊入口 - サッポロビール前

  - 1996年（平成8年）4月26日 サッポロビール静岡工場にビール園がオープンし、焼津駅前 - サッポロビール前系統が12便を増発され、最終バスが繰り下げられた。[85]
  - 1998年（平成10年）6月 保養センター系統が事業者単独で維持できない不採算路線として「乗合バス不採算路線計画」に盛り込まれ、同年度を以って「保養センター線」は廃止された。[25][37]
  - 1999年（平成11年）4月1日 焼津駅前 - サッポロビール前系統は「サッポロビール園線」として存続した。
  - 2001年（平成13年）静岡鉄道からの撤退の申し出により焼津市と路線維持が協議されたが、2002年（平成14年）3月末を以って廃止され、同地区の路線は焼津市自主運行バスに移行した。[86][87]

### 石脇線
- 概説
  - 焼津駅と東益津・石脇上地区を結ぶ路線であった。
  - 1962年（昭和37年）の時刻表では次の経路を1日4往復運行していた。
    - 焼津駅前 - 西町 - 岡当目 - 中里 - 東益津農協前 - 診療所前 - 東益津小前 - 石脇

  - 1975年（昭和50年）- 上りのみ焼津駅北口を経由となった。[33]
    - 焼津駅前 -（←焼津駅北口←）- 西町 - 岡当目 - 中里 - 東益津農協前 - 東益津診療所前 - 東益津小学校前 - 石脇

  - 1978年（昭和53年）国道150号バイパス開通により「花沢線」の野秋・吉津系統と共に廃止された。

### 焼津広幡線
- 概説
  - 1931年（昭和6年）4月 - 藤相鉄道が「焼津・子持坂線」を開設した。[42]
  - 1934年（昭和9年）藤相鉄道の時刻表では、後の「焼津広幡線」とほぼ同経路で運行されている。[7][29]
    - 焼津駅 - 八楠 - 越後島 - 下当間 - 横内 - 子持坂

  - 1970年（昭和45年）に相川学園静清工業高等学校（現静清高校）が藤枝市潮に移転し、「焼津広幡線」および相川学園停留所が開設された。
  - 1972年（昭和47年）11月現在の路線図では次の経路を運行していた。[52]
    - 焼津駅 - 八楠 - 越後島 - 法の橋 - 相川学園入口 - 相川学園

  - 1975年（昭和50年）の時刻表では平日9往復、日祝日8往復が運行されていた。[88]
  - 1977年（昭和52年）の路線図では「焼津広幡線」は次の経路を運行していた。[33]
    - 焼津駅前 - 大村 - フィッシュセンター - 八楠 - 越後島 - 平島団地入口 - 法の橋 - 相川学園

  - 1985年（昭和60年）の時刻表では平日4往復、土曜日のみ昼便が1往復追加の5往復、日曜祝日が3往復であった。[89]
  - 1992年（平成4年）3月末を以って利用者減少により廃止された。[25]

### 焼津平島団地線
- 概説
  - 1970年代後半から東名高速道路焼津インターチェンジ北側の越後島や平島などの田園地帯で宅地開発が進んだことを受けて1980年代初頭に開設された路線であった。狭隘区間を有するため、後方カメラ付の中型バスでの運行であった。
  - 1980年代半ばには、焼津さかなセンターの開業に合わせて「さかなセンター線」となった。
- 沿革
  - 1980年（昭和55年）3月16日 - 新規開設。[90]
    - 焼津駅 - 八楠 - 越後島 - 越後島団地 - 平島団地 - 保福島 - 藤枝大手

  - 1984年（昭和59年）4月 - 同月現在の路線図では五十海北まで延伸している。[62]
    - 焼津駅 - 八楠 - 越後島 - 越後島団地 - 平島団地 - 保福島 - 藤枝大手 - 五十海北

  - 1985年（昭和60年）10月6日 -「藤枝平島団地線」と統合され「さかなセンター線」となった。

### さかなセンター線
- 主要停留所
  - 焼津駅前 - 焼津さかなセンター - 平島団地 - 藤枝大手 - 藤枝市役所 - 藤枝駅前
- 概説
  - 1980年代半ばに焼津さかなセンター開業に伴い「焼津平島団地線」と「藤枝平島団地線」を統合して藤枝営業所との共管で開設された。同センター内には静鉄グループ（現 静鉄リテイリング）がテイクアウトコーナー「大漁」を出店していた。なお、静岡からは「東名焼津さかなセンター線」が開業し、焼津営業所が管轄した。[91]
- 沿革
  - 1985年（昭和60年）10月6日 - 「焼津平島団地線」と「藤枝平島団地線」を統合して開設された。
  - 1987年（昭和62年）4月1日 - 同日現在の時刻表では次の系統が存在した。[92]
    - 焼津駅前 - 焼津さかなセンター - 越後島 - 平島団地 - 保福島 - 静鉄藤枝営業所 - 藤枝大手 - 藤枝市役所 - 藤枝駅前
    - 焼津駅前 - 焼津さかなセンター - 越後島 - 平島団地 - 保福島 - 静鉄藤枝営業所 - 藤枝大手 - 五十海北（いかるみきた）
    - 焼津駅前 - 焼津さかなセンター - 越後島 - 平島団地 - 保福島
    - 平島団地 - 保福島 - 静鉄藤枝営業所 - 藤枝大手 - 藤枝市役所 - 藤枝駅前
    - 平島団地 - 静鉄藤枝営業所
    - 静鉄藤枝営業所 - 藤枝大手 - 藤枝市役所 - 藤枝駅前

  - 1993年（平成5年）- 藤枝市役所経由の静鉄藤枝営業所 - 藤枝駅前区間は藤枝営業所の所管する「中部国道線A」に整理統合され、焼津駅前 - 保福島間に区間が縮小され、平日3往復まで減少している。[93][94]
    - 焼津駅前 - 焼津さかなセンター - 越後島 - 平島団地 - 保福島

  - 1994年（平成6年）- 利用者減少により3月末の運行を以って廃止された。[25]

### 東名焼津さかなセンター線
- 運行系統及び主要停留所
  - 焼津駅前 - 焼津さかなセンター - 東名静岡 - 大里中学前 - 中野新田 - 緑ヶ丘 - 中原三軒家 - 寿町 - 中原町 - 新川 - ライフランド静岡前 - 馬渕二丁目 - 馬渕一丁目 - 静岡商工会議所前 - 駿府博物館前 - 静岡駅前 - 新静岡
- 概説
  - 1985年（昭和60年）10月6日 - 焼津さかなセンターの開業に伴い「さかなセンター線」と共に新設された路線であったが、利用者は伸びず数年で廃止されている。[91]
  - 使用車両は高速道路を経由するため、観光タイプのトップドア、冷房車を路線用に転用して使用していた。

### 藤枝循環線、焼津藤枝線
- 概説
  - 藤相鉄道によって開設された路線である。
  - 戦後の路線再開時は焼津駅を起点に現在の都市計画道路青島焼津線（県道222号）、静岡県道225号藤枝停車場線、旧東海道、静岡県道224号大富藤枝線を経由して藤枝駅、さらに藤枝大手とを結ぶ循環路線であった。
  - 1950年代後半からは一旦循環路線は廃止され、藤枝駅 - 築地 - 豊田区間には「島田焼津線」（のちに「金谷焼津線」）が開設されるが、1960年代に「金谷焼津線」が廃止されると、再び循環路線となった。
  - 1980年代、国鉄末期の西焼津駅の開業を機に再び焼津駅 - 藤枝駅間を結ぶ「焼津築地線」と、藤枝大手、西益津地区と各駅を結ぶ「焼津西益津線」に分離され廃止となった。
- 沿革
  - 1931年（昭和6年）5月 藤相鉄道が「焼津・藤枝駅線」を開設した。[42]
  - 1951年（昭和26年）静岡鉄道が「藤枝循環線」として路線を再開した。[14][95]
  - 1953年（昭和28年）9月改正の時刻表では、外まわりを「藤枝駅廻り」外まわりを「大手廻り」としていた。[31]
    - 焼津 - 藤枝駅 - 藤枝大手 - 焼津

  - 1958年（昭和33年）4月 焼津市三ヶ名に焼津市立病院が開院し、市立病院前停留所が開設された。同年の時刻表、路線図では「藤枝循環線」は「焼津藤枝線」となり、築地経由の藤枝駅 - 焼津駅間は「島田焼津線」（翌年新国道経由で金谷まで延伸して「金谷焼津線」）となった。また焼津市内は浜通りを経由しており、焼津駅 - 市立病院、焼津駅 - 豊田の区間便を合わせて日中毎時3本が運行されていた。主要停留所は次の通り。[38]
    - 焼津藤枝線：藤枝駅 - 青木 - 志太温泉入口 - 上伝馬 - 千才 - 藤枝大手 - 大手駅前 - 西益津小学校前 - 六間川 - 豊田 - 三ヶ名 - 市立病院前 - 元焼津 - 仲町 - 北浜通 - 焼津駅
    - 島田焼津線：島田駅 - 島田七丁目 - 御仮屋 - 六合公民館前 - 瀬戸新屋 - 藤枝駅前 - 築地 - 豊田 - 三ヶ名 - 市立病院前 - 元焼津 - 仲町 - 北浜通 - 焼津駅

  - 1963年（昭和38年）以降 時期不詳 掛川 - 金谷間の新国道1号の開通を機に遠州鉄道、大井川鉄道との共同運行で「急行静岡浜松線」が開設され「金谷焼津線」の金谷 - 藤枝間を廃止し、築地経由の藤枝 - 焼津間が再度「焼津藤枝線」に整理された。これに伴い「藤枝循環線」と同様のルートで循環区間が復活している。
  - 1977年（昭和52年）の路線図では、焼津駅 - 元焼津間のルートが浜通りから国道150号経由に変更されている。[33]
    - 焼津駅前 - 浅草幸町 - 元焼津 - 焼津中学校 - 市立病院入口 - 三ヶ名 - 豊田 - 津村順天堂前 - 明治製菓前 - 上築地 - 藤枝駅前 - 青木 - 志太温泉入口 - 千才 - 藤枝大手 - 静鉄藤枝営業所前 - 西益津小学校前 - 六間川 - 豊田 - 三ヶ名 - 市立病院入口 - 焼津中学校 - 元焼津 - 浅草幸町 - 焼津駅前

  - 1984年（昭和59年）の路線図では新たに五十海北行系統が記載されている。[62]
    - 焼津駅前 - 浅草幸町 - 元焼津 - 三ヶ名 - 豊田 - 明治製菓前 - 藤枝駅前 - 千才 - 藤枝大手 - 静鉄藤枝営業所前 -  西益津小学校前 - 六間川 - 豊田 - 三ヶ名 - 元焼津 - 焼津駅前
    - 焼津駅前 - 浅草幸町 - 元焼津 - 三ヶ名 - 豊田 - 藤枝大手 - 五十海北

  - 1985年（昭和60年）の時刻表では平日の循環系統が築地まわり18便、大手まわり19便、五十海北系統は朝晩のみで1日4往復運行されていた。[96]
  - 1987年（昭和62年）3月21日 西焼津駅の開業により同年度を以って循環系統を廃止し、「焼津築地線」と「焼津西益津線」に分離した。

### 焼津築地線
- 概説
  - 「焼津藤枝線」の築地経由の焼津駅 - 藤枝駅系統を分離して開設された路線であった。
  - 1988年（昭和63年）4月1日現在の時刻表では次の経路を運行していた。[97]
    - 焼津駅前 - 焼津文化センター - 三ヶ名 - 豊田 - 西焼津駅北口 - 明治製菓前 - 上敷地 - 藤枝駅前

  - 1993年（平成5年）の時刻表および路線図からは消滅している。

### 焼津西益津線
- 概説
  - 「焼津藤枝線」の五十海系統と大手経由の焼津駅 - 藤枝駅系統を分離して開設された路線であった。
  - 1988年（昭和63年）4月1日現在の時刻表では次の経路を運行していた。[98]
    - 焼津駅前 - 焼津文化センター - 三ヶ名 - 豊田 - 西焼津駅北口 - 西益津小学校 - 藤枝大手 - 千才 - 青木 - 藤枝駅前
    - 焼津駅前 - 焼津文化センター - 三ヶ名 - 豊田 - 西焼津駅北口 - 西益津小学校 - 藤枝大手 - 五十海北

  - 1993年（平成5年）の時刻表では焼津ー藤枝系統は廃止され、五十海北系統のみとなっている。[99]
    - 焼津駅前 - 焼津文化センター - 三ヶ名 - 豊田 - 西焼津駅北口 - 西益津小学校前 - 藤枝大手 - 五十海北

  - 1995年（平成7年）- 清里まで延伸した。
  - 1997年（平成9年）3月末を以って休止路線となり、西焼津駅北口 - 清里間は「五十海大住線」に承継された。また、翌98年には事業者単独で維持できない不採算路線として「乗合バス不採算路線計画」に盛り込まれた。[25]
  - 1999年（平成11年）4月1日 全線が廃止された。

### 豊田和田循環線
- 概説
  - 1955年（昭和30年）9月15日 - 路線免許が申請された。[100]
  - 1958年（昭和33年）- 同年12月現在の時刻表では「豊田・和田循環線」として田尻廻りと豊田廻りが存在し、朝昼晩の1日3往復が運行されていた。[38]
    - 焼津駅 - 元焼津 - 市立病院前 - 豊田 - 大住 - 大富 - 田尻 - 上小田 - 田尻 - 石津 - 会下の島 - 南浜入口 - 青峯遊園地前 - 横町 - 北浜通 - 魚市場前 - 港町 - 焼津駅

  - 1975年（昭和50年）の時刻表では豊田廻りが朝のみ1本、田尻廻りが朝晩の2本運行されていた。また石津 - 焼津駅間は国道150号経由となっている。
    - 焼津駅 - 元焼津 - 市立病院 - 豊田 - 大富 - 田尻 - 園田病院 - 焼津駅

  - 1977年（昭和52年）の路線図では「豊和循環」として次の経路が記載されている。[33]
    - 焼津駅前 - 郵便局前 - 焼津ジャスコ前 - 浅草幸町 - 元焼津 - 焼津中学前 - 市立病院入口 - 三ヶ名 - 豊田中学校前 - 豊田 - 柳新屋 - 小柳津 - 大住 - 中新田 - 大富 - 三郎兵衛新田 - 上小田 - 上一色 - 西浦 - 田尻 - 田尻田子重前 - 下小田 - 中の島 - 石津公会堂前 - 石津 - 園田病院前 - 小川小学校前 - 小川中学岡本病院 - 縦小路山政本店前 - 水産高校前 - 浅草幸町 - 焼津ジャスコ前 - 郵便局前 - 焼津駅前

  - 1984年（昭和59年）3月を以って「南浜線」と「焼津藤枝線」「大住線」に整理され廃止となった。[62]

### 大住線
- 運行系統および主要停留所
  - 焼津駅前 - 焼津郵便局前 - 保健センター前 - 西小川 - 三ヶ名南 - 西焼津駅南口 - 柳新屋 - 大住 - 大富 - 本中根北 - 精華短大 - 焼津市立病院
- 概説
  - 焼津市三ヶ名から道原地区への焼津市立病院の移転や、焼津駅南地区の区画整理事業に伴い市内路線の運行経路の見直しが行われ、焼津駅から保健センターを経由する新たな運行経路と「豊田和田循環線」の柳新屋 - 大富区間を接続し、焼津市立病院に乗入れる新路線として1980年代前半に開設された。
  - 西焼津駅の開業以降はJR東海道線へのフィーダー路線の性格が強まった結果、1990年代末期には西焼津駅を南北に結ぶ「五十海大住線」に整理され廃止となった。
- 沿革
  - 1984年（昭和59年）- 路線開設。これに伴い「豊田和田循環線」が廃止された。[62]
    - 焼津駅前 - 焼津一丁目 - 保健センター前 - 西小川 - 三ヶ名南 - 上村医院前 - 柳新屋 - 大住 - 大富 - 道原市立病院入口 - 焼津市立病院

  - 1985年（昭和60年）の時刻表では日中30分毎のパターンダイヤで運行していた。[101]
  - 1987年（昭和62年）3月21日 - 西焼津駅の開業により運行経路を一部変更し、西焼津駅南口経由となった。
  - 1993年（平成5年）4月 - 同月現在の路線図および時刻表では次の経路を運行していた。[102]
    - 焼津駅前 - 焼津郵便局前 - 保健センター前 - 西小川 - 三ヶ名南 - 西焼津駅南口 - 柳新屋 - 大住 - 大富 - 道原市立病院入口 - 焼津市立病院

  - 1994年（平成6年）4月1日 - 運行経路を一部変更し、精華短大への乗り入れを開始した。
  - 1998年（平成10年）- 事業者単独で維持できない不採算路線として「乗合バス不採算路線計画」に盛り込まれ、焼津市との路線維持に向けた協議を行った結果、焼津駅 - 保健センター区間は「焼津吉田線」に、西焼津駅南口 - 焼津市立病院区間は「五十海大住線」に整理され、廃止されることが決定した。
  - 1999年（平成11年）3月末の運行を以って廃止された。

### 焼津市内循環線
- 概説
  - 1953年（昭和28年）の時刻表では「西まわり」「東まわり」共に1日9本づつの運行であった。[31]
  - 1955年（昭和30年）9月15日 - 新道の建設計画にあわせて新道経由の路線免許が申請された。[100]
  - 1959年（昭和34年）の時刻表では「西まわり」「東まわり」共に1日15本の運行であった。[44]
    - 焼津駅 - 港町 - 魚市場前 - 新屋 - 北浜通 - 仲町 - 横町 - 御幸町三丁目 - 田子の橋入口 - 青峯遊園地 - 南浜入口 - 田子の橋 - 小川町二丁目 - 昭和通五丁目 - 昭和通四丁目 - 新富町 - 幸町 - 元焼津 - 公会堂前 - 西校前 - 焼津駅

  - 1962年（昭和37年）9月15日 - 新区間の運行を開始した。[46]
    - 焼津駅 - 港町 - 魚市場前 - 新屋 - 北浜通 - 仲町 - 横町 - 御幸町三丁目 - 田子の橋入口 - 青峯遊園地 - 南浜入口 - 田子の橋 - 小川中学校前 - 丸杉前 - 水産高校前 - 元焼津 - 公会堂前 - 西校前 - 焼津駅

  - 1966年（昭和41年）頃 時期不詳 国道150号新道焼津工区の完成により、焼津駅 - 南浜入口区間が「南浜線」に整理され、残る区間は廃止となった。

### 南浜線
- 概説
  - 1966年（昭和41年）- 1970年（昭和45年）頃 時期不詳 - 国道150号新道焼津工区の開通により「和田浜線」が浜通りから園田病院前を経由する運行経路に変更されワンマン化されたことに伴い、浜通りを経由する経路を「焼津市内循環線」と統合して「南浜線」として分離した。
  - 1972年（昭和47年）11月現在の路線図では次の経路を運行していた。[52]
    - 焼津駅 - 新屋 - 北浜通り - 田子の橋入口 - 青峰遊園地前 - 南浜入口 - 会下の島 - 小川港東

  - 1984年（昭和59年）4月 - 焼津市立病院の移転に伴い焼津市立病院まで延伸している。
    - 焼津駅 - 新屋 - 北浜通り - 田子の橋入口 - 青峰遊園地前 - 南浜 - 南浜入口 - 高橋 - 会下の島 - 石津 - 石津公会堂前 - 中の島 - 下小田 - 下小田上 - 道原市立病院入口 - 焼津市立病院

  - 1993年（平成5年）の時刻表では平日ダイヤは上り6便、下り5便、日曜祝日は1日4往復が運行されていた。[103]
    - 焼津駅 - 新屋 - 北浜通り - 田子の橋入口 - 青峰公園 - 南浜 - 南浜入口 - 高橋 - 会下の島 - 石津 - 石津公会堂前 - 中の島 - 下小田 - 下小田上 - 道原市立病院入口 - 焼津市立病院

  - 1994年（平成6年）3月末の運行を以って廃止された。[25]

### 藤枝玉取線
- 概説
  - 「朝比奈線」の村良から薮田、高田地区を経由して藤枝大手を結ぶ路線で、当初は「高田線」として藤枝営業所が管轄していた。
  - 1970年代の時刻表では「藤枝玉取線」に名称変更され、「朝比奈線」の大手経由という扱いで時刻表に記載があり、焼津営業所に移管されている。